# 김동진 (1957년)
김동진(Dong Jin Kim, 1957년 2월 20일 ~ 2015년 2월 21일)은 주짓수, 합기도, 검도를 주로 수련하고 가르친 한국계 미국인 무술가였다. 그는 JTR 주짓수 무술의 창시자였다. 김동진은 대한기도협회 인증 합기도 9단, 일본 지고텐신류주술 세이부칸협회 인증 유술 8단, 검도 7단 인증 일본 도쿄쇼도칸 및 5단, 당수도 검은띠 인증을 받았다.
김동진은 DNBK(大日本武徳会)의 일원이었고 "대일본 무도회"). DNBK에서 그는 주짓수와 한시에에서 8단을 받았다. 그는 또한 검도에서 또한 8단을 받았다